# Mont Palatin
Pour les articles homonymes, voir Palatin.
| \| \| |
| Localisation du Palatin et des sommets associés sur une carte topographique simplifiée de la ville de Rome antique avec, à titre indicatif, les empreintes des principaux monuments et les tracés des murs servien et aurélien. |
| |

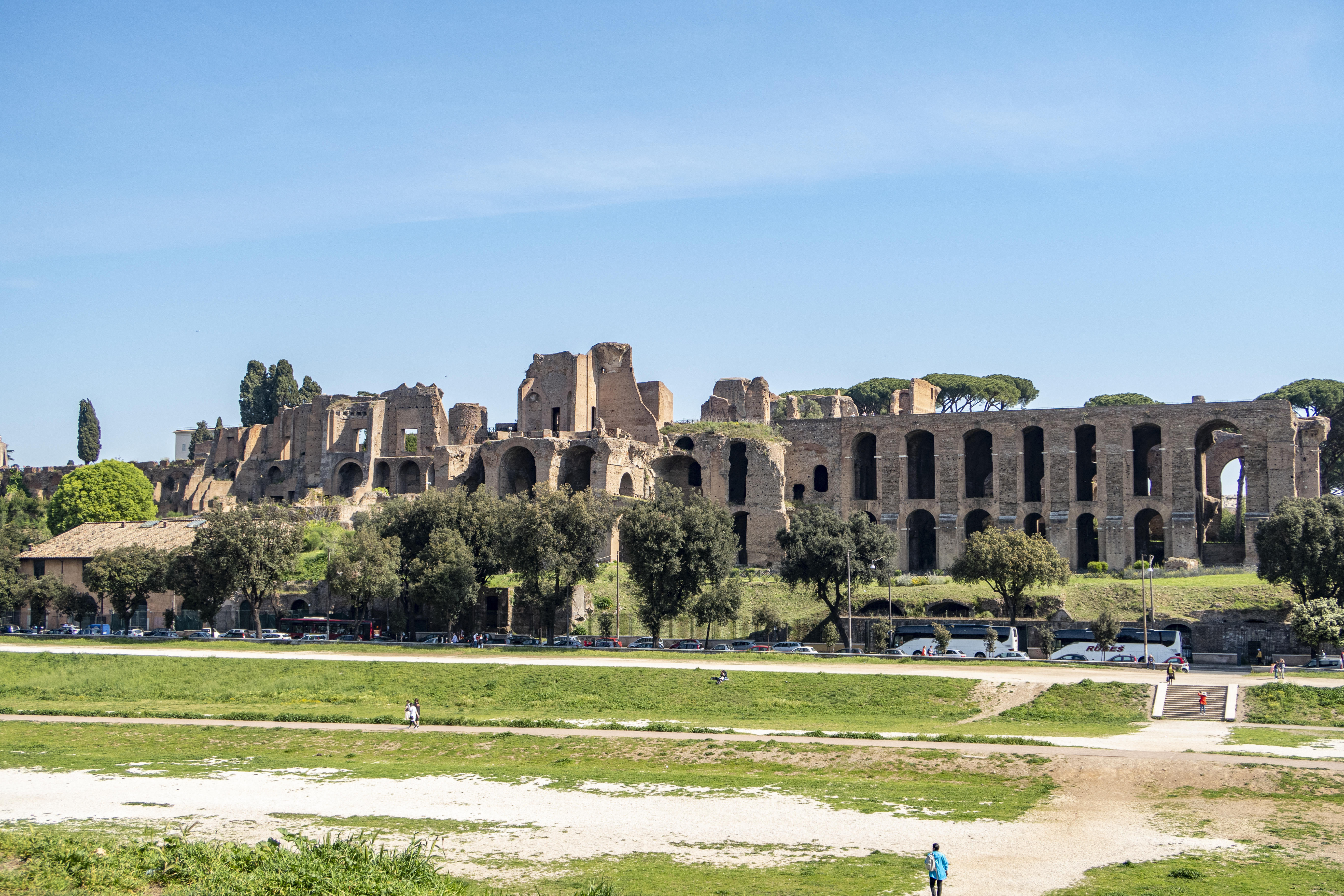
Vue du mont Palatin.

Le mont Palatin (Mons Palatium en latin, Monte Palatino en italien) est une des sept collines de Rome. Il occupe une position centrale dans la Rome antique dont c'est une des parties les plus anciennes. Il donne sur le Forum Romain au nord et sur le Circus Maximus au sud. Sous l'Empire, le Palatin est occupé par d'imposantes demeures construites pour les empereurs, ce qui a donné naissance au mot « palais ». Leurs ruines occupent encore aujourd'hui une grande partie de la colline.
Pour un article plus général, voir Sept collines de Rome.

## Description
La colline prend la forme d'un quadrilatère irrégulier d'environ deux kilomètres de circonférence et d'une altitude de 50 mètres environ. À l'origine, le Palatin est constitué de deux sommets distincts : le Germal (Cermalus) à l'ouest qui culmine à 51 mètres et le Palatual (Palatium) à l'est qui culmine à 51,2 mètres. Le Palatin n'est pas tout à fait isolé puisqu'il est relié au nord-est à l'Esquilin par une petite colline, la Velia, dont l'arc de Titus occupe le point culminant.

## Origine du nom
Selon une légende rapportée par Tite-Live, la colline devrait son nom à une ville baptisée Pallantium qui aurait été fondée sur celle-ci par le roi Évandre, venu d'Arcadie en Grèce, et serait donc à l'origine de la ville de Rome. Une étymologie moderne propose une influence moins légendaire en rapprochant le mot Palatum du mot étrusque falad, désignant le ciel.

## Histoire

### Époque archaïque

#### Les villages primitifs

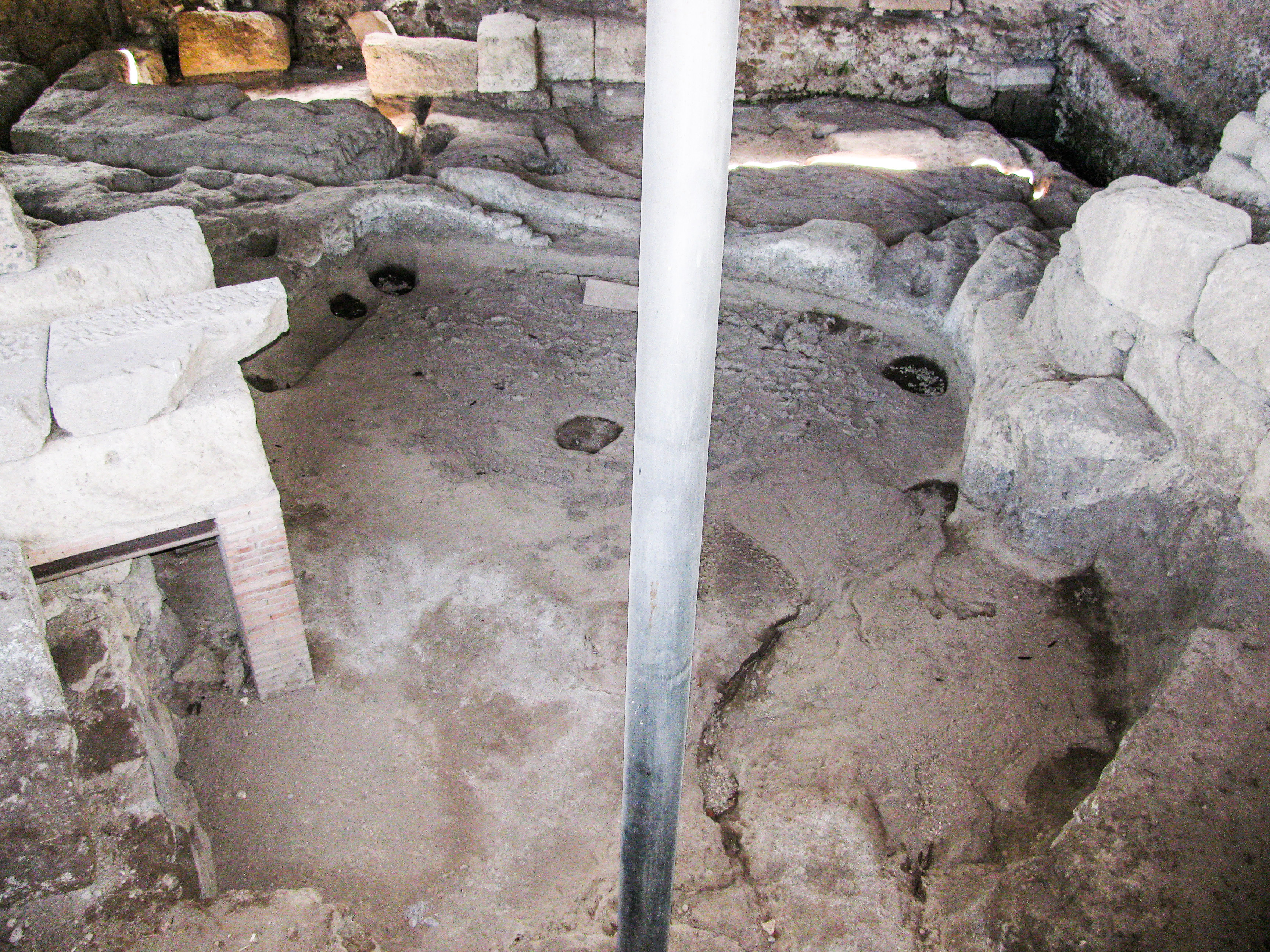
Fonds de cabanes du VIIIe siècle av. J.-C., avec les trous de poteaux, sur le Germal.

Des fouilles récentes ont démontré qu'une population italique occupe déjà la colline vers le Xe siècle av. J.-C., probablement organisée en deux villages installés sur chacun des deux sommets de la colline. La présence d'une tombe à urne d'incinération, appartenant probablement à une nécropole plus vaste, retrouvées entre ces deux groupes de cabanes permet de supposer l'existence d'un espace dégagé entre ces deux établissements. En effet, les rites funéraires se déroulent alors en dehors des secteurs d'habitation. Ces deux villages primitifs ont vraisemblablement fusionné par la suite.
Les Romains conservent pieusement sur le Germal une cabane, dite « maison de Romulus » ou « maison de Faustulus », qui est encore citée au IVe siècle dans l'inventaire du Curiosum. Dans le secteur du Germal, près du site de la maison de Livie, trois fonds de cabanes creusés dans le tuf volcanique de la colline ont été repérés en 1907 et mis au jour en 1948. Ils sont datés du VIIIe siècle av. J.-C. À proximité se trouvent également deux citernes du VIIe siècle av. J.-C. creusées dans le tuf et partiellement couvertes d'une coupole.

#### La fondation de Rome
Selon la tradition romaine rapportée par Tite-Live dans le premier livre de son Histoire romaine, les évènements se déroulant à l'époque de la fondation de Rome sont étroitement liés au mont Palatin. En effet, selon la légende, la nacelle où ont été abandonnés les jumeaux Rémus et Romulus et qui a dérivé sur le Tibre s'échoue sous un figuier sauvage (le Ficus Ruminalis) situé devant l'entrée de la grotte du Lupercal qui se trouve au pied de la colline. Cette grotte aurait été identifiée récemment, sa découverte a été annoncée en novembre 2007 ; son authentification reste toutefois très discutée. C'est à cet endroit que les jumeaux sont découverts par une louve qui les nourrit. Le berger Faustulus trouve ensuite les deux enfants abandonnés dans la forêt au bord d'une berge et, avec sa femme Acca Larentia, les élève. La colline est alors présentée comme déserte et sauvage, en contradiction avec les résultats de fouilles archéologiques qui montrent qu'en réalité la colline est déjà occupée à cette époque. L'archéologie révèle bien que le Palatin a été le lieu d'un évènement important au cours du VIIIe siècle av. J.-C. mais il semble peu vraisemblable qu'il puisse être mis en rapport avec ce que rapporte l'annalistique.
Plus tard, les jumeaux entrent en conflit au sujet de la fondation de la ville. En attentant de savoir celui des deux que les dieux ont choisi, Romulus s'installe sur le mont Palatin tandis que Rémus choisit l'Aventin. Vers 750 av.J.-C., la croissance démographique entraîne le révision de l'organisation urbaine, devenue incompatible avec les besoins d'une société en pleine expansion.

### Époque républicaine
En 294 av. J.-C., le consul Lucius Postumius Megellus dédie un temple à la Victoire sur le Palatin après sa victoire sur les Samnites.
En 204 av. J.-C. durant la deuxième guerre punique, Rome adopte le culte de Magna Mater également nommée Cybèle. À la suite de la suggestion formulée dans les Livres Sibyllins, les  Romains importent sa statue depuis Pessinonte et lui édifient un temple sur le mont Palatin, inauguré en 191 av. J.-C. Il a subi des incendies en 111 av. J.-C. et 2 ap. J.-C. et est restauré à chaque fois. On voit encore ses vestiges à proximité des cabanes archaïques et de la maison d'Auguste.
Dans les derniers siècles de la République, le Palatin est recouvert par les résidences des patriciens et des chevaliers les plus aisés. D'après les textes, Cnaeus Octavius, Tiberius Sempronius Gracchus, père des Gracques, Marcus Fulvius Flaccus, les orateurs Lucius Licinius Crassus et Quintus Hortensius Hortalus et le tribun Marcus Livius Drusus ont eu leur maison sur le Palatin. Pour des raisons de prestige, Cicéron venu d'Arpinum, achète une maison sur le Palatin, ainsi que son frère et Milon. Marc Antoine, Tiberius Néron, père de Tibère, y habitent. Auguste naît sur le Palatin et y demeure toute sa vie, préfigurant l'implantation du palais impérial.

### Époque impériale
Les empereurs de Rome bâtissent les uns après les autres leurs palais sur le mont Palatin.
Octavien après son retour de Sicile en 36 av. J.-C. achète plusieurs maisons sur le Palatin, dont celle de l'orateur Hortensius et une autre dite maison de Livie, les aménage pour un usage public et privé. Il construit à proximité et par-dessus d'anciennes maisons un temple à Apollon qui est inauguré en 28 av. J.-C. Cet édifice est identifié à tort par les fouilleurs du XIXe siècle comme temple de Jupiter Victor (c'est-à-dire « Vainqueur »). Ces édifices ont été fouillés au XIXe et au XXe siècle, révélant des vestiges de peinture de grande qualité du second style pompéien.
Tibère est le premier à avoir construit un véritable palais, la domus Tiberiana, dans l'espace entre le temple de Cybèle et le Forum. Ce palais est agrandi par Caligula pour communiquer avec le Forum. 
Les constructions sur le Palatin sont touchées par le Grand incendie de Rome sous Néron. Ce dernier débute la reconstruction de la ville par la gigantesque villa de la Domus Aurea, qui s'étend jusqu'aux pentes de l'Oppius et du Caelius, mais son projet est abandonné peu après sa chute.  
L'incendie de 80 qui dévaste le Palatin est l'occasion pour Domitien de faire construire un palais grandiose, la Domus Augustana, qui occupe toute la partie orientale du Palatin. Organisé sur plusieurs niveaux, il comprend de très grandes salles de réception, des nymphées et un hippodrome ou Stadium en contrebas. Le prolongement par Domitien de l'aqueduc de Claude jusqu'au Palatin à travers la dépression qui sépare le Caelius et le Palatin permet l'approvisionnement de la colline en eau qui demeurait problématique jusqu'alors. Hadrien complète l'hippodrome par une tribune en exèdre. Septime Sévère restaure le palais endommagé par l'incendie de 191 et le termine en créant sur le côté sud une loge dominant le Circus Maximus, des thermes et une fontaine monumentale au flanc de la colline, le Septizonium. Enfin Héliogabale aménage un temple sur la terrasse nord-est, dans lequel il rassemble les objets les plus sacrés de Rome, comme le feu de Vesta et le Palladion.
Les ruines des palais d'Auguste, de Tibère et de la Domus Augustana peuvent être visitées, en même temps que celles du Forum. Le site est en partie recouvert par le jardin Farnèse. Il n'a donc pu être fouillé qu'en périphérie.

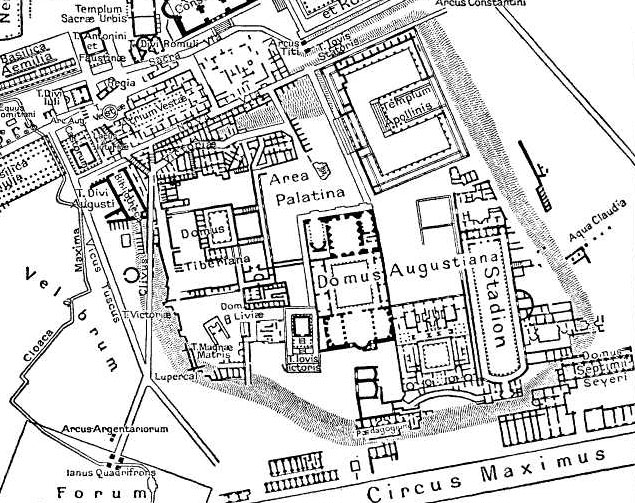
Plan d'ensemble du Palatin. Le temple dit « de Jovis Victor » est en fait le temple d'Apollon.
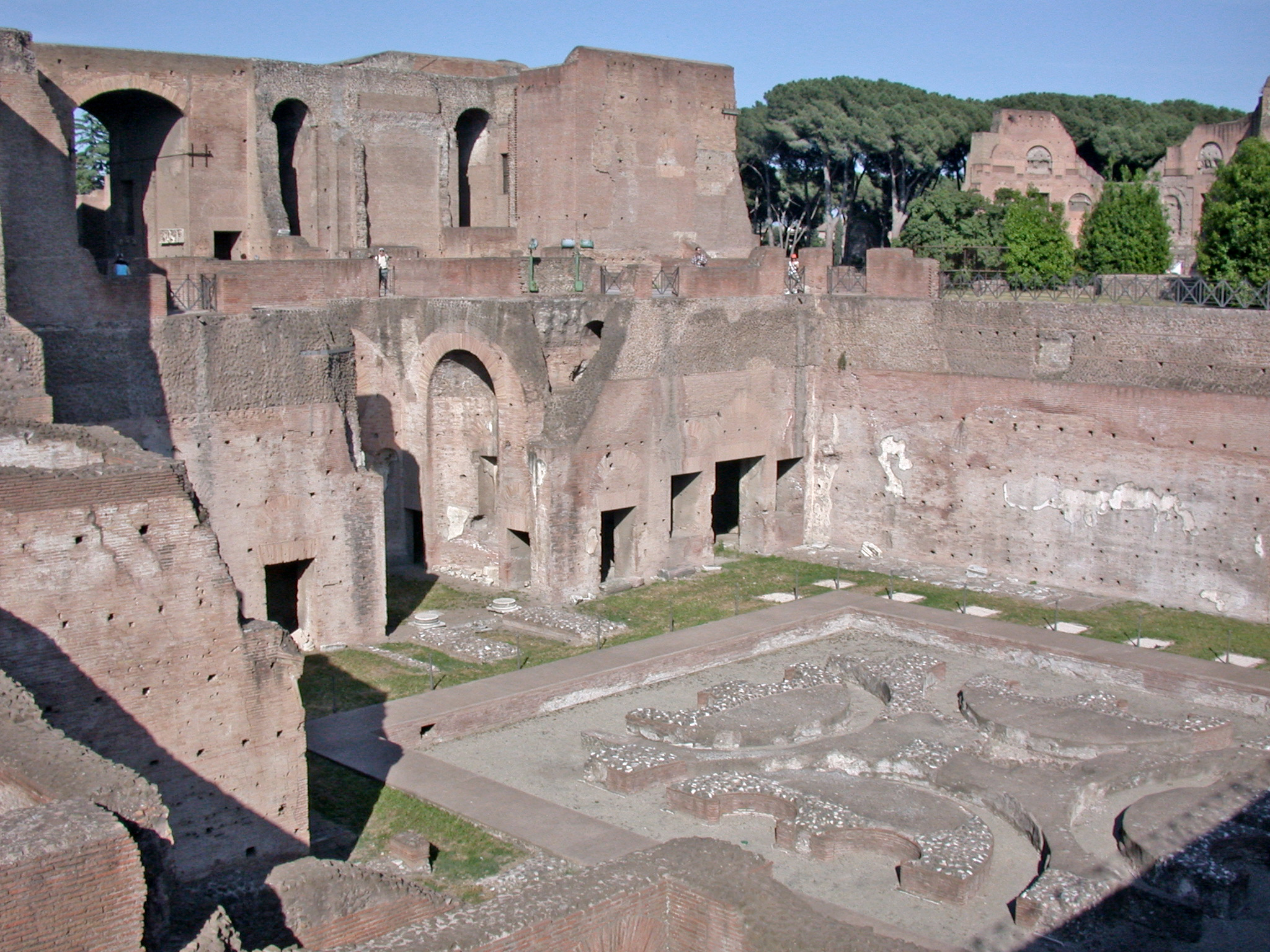
Domus Augustana, cour inférieure.
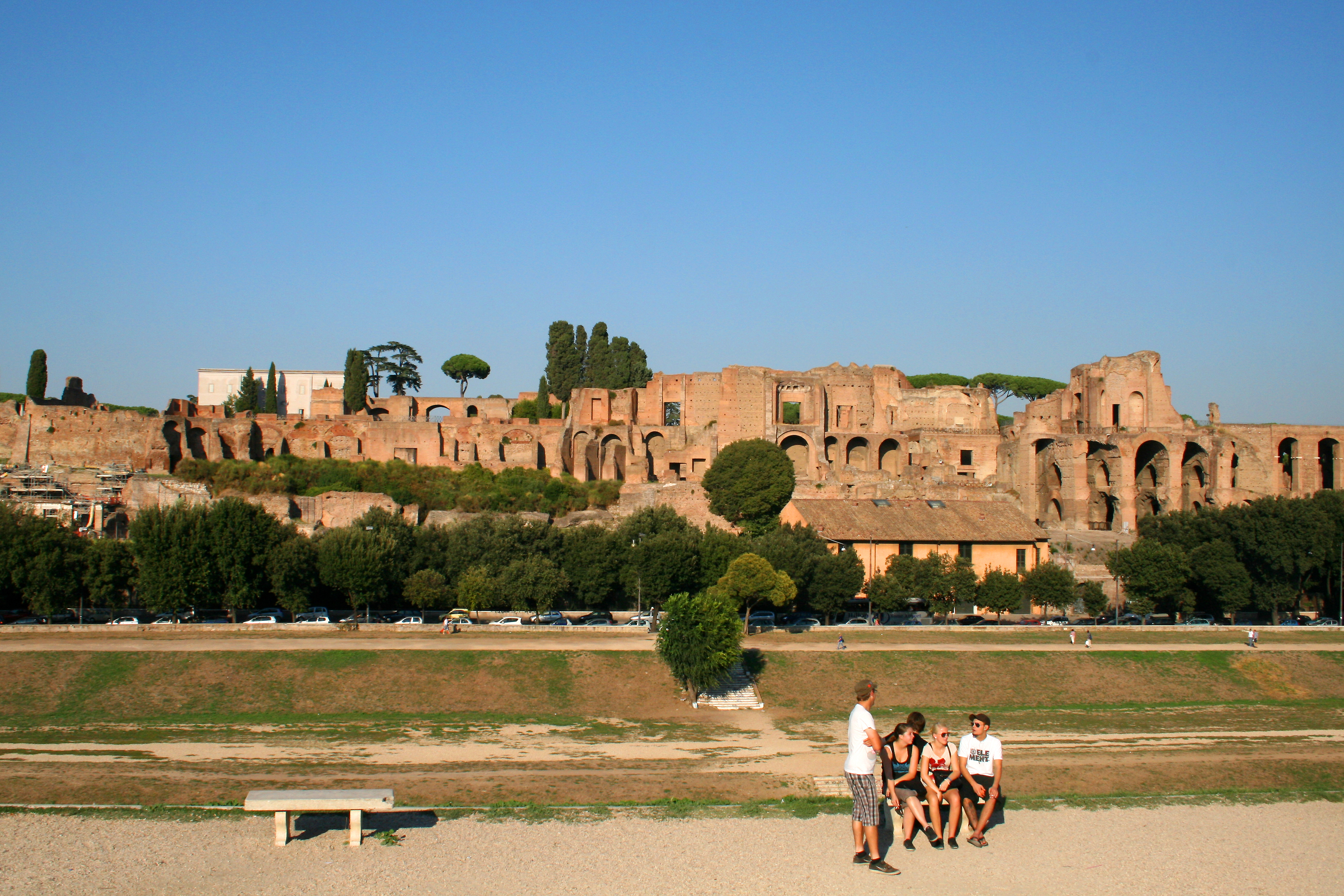
Le mont Palatin vu du Circus Maximus.
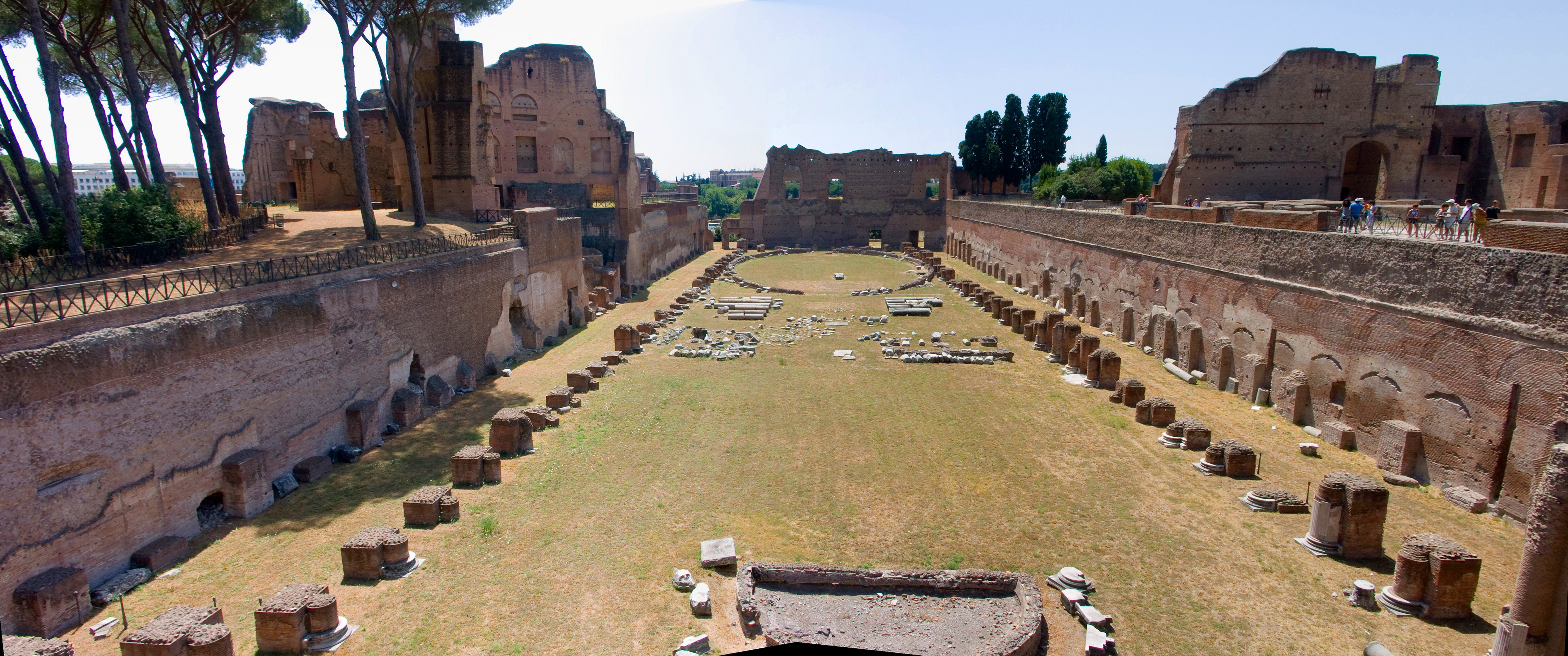
Le Stadium de la Domus Augustana.

L'abandon de Rome comme résidence habituelle à partir de Dioclétien marque le début du lent déclin du Palatin, même s'il reste officiellement une des résidences impériales. Le palais impérial n'occupe d'ailleurs que la partie sud-ouest du Palatin, partagé avec plusieurs temples et d'autres constructions privées. Selon le descriptif des régions de Rome dressé par la Notitia et le Curiosum, on compte vers 350 dans la Regio X Palaltium, 89 domus privés et plus de 2600 insulae, ainsi que 48 bains, 48 entrepôts (horrea) et 20 boulangeries. Vu ce nombre, on peut penser que malgré la richesse intérieure de beaucoup d'édifices, ils devaient être serrés les uns contre les autres de façon peu harmonieuse sur cette superficie restreinte. 
Au IVe siècle, l'empereur Honorius séjourne sur le Palatin. En 454, Valentinien III y tue de sa main son général Aetius.

### Époque médiévale
Théodoric le Grand, roi des Ostrogoths, effectue des restaurations sur les bâtiments impériaux. Après avoir âprement disputé Rome et l'Italie aux Ostrogoths, le général byzantin Narsès termine ses jours en résidant sur le Palatin. Toutefois, la coupure des aqueducs durant le siège de Rome interrompt l'approvisionnement en eau sur les collines et provoque leur désertion. Le Palatin demeure en théorie une résidence impériale jusqu'à la fin de l'exarchat de Ravenne en 751. 
Le christianisme consacre quelques édifices de culte sur le pourtour de la colline tandis que la partie centrale est délaissée. La basilique Sainte-Anastasie est construite vers le Vélabre à la fin du IIIe siècle ou au début du IVe siècle, l'église Sainte-Lucie in Septisolio est bâtie dans les ruines du Septizonium et à l'emplacement du temple solaire d'Héliogabale est consacrée une chapelle qu'on associe à saint Sébastien, martyrisé en ces lieux selon la tradition chrétienne. Il s'y développe ensuite un monastère, dit de Sainte Maria in Pallara, rappelant le Palladium apporté en ces lieux par Héliogabale. Le pape Gélase II est élu dans ce monastère en 1118.
Au XIe siècle, le Palatin n'est plus qu'un champ de ruines, tandis que les familles aristocratiques romaines se disputent le contrôle de la ville, région par région. Les Frangipane fortifient leurs positions autour de la partie orientale du Palatin, depuis les ruines du Septizonium jusqu'à l'arc de Titus et transforment le Colisée en forteresse.

### Époque moderne
La colline reprend vie au XVIe siècle durant la Renaissance, les riches familles y aménagent des vignes et des jardins d'agrément : les Barberini près de saint Sébastien, les Ronconi au sud et les Magnani au centre par-dessus les ruines de la Domus Augustana. Le cardinal Alexandre Farnèse fait aménager sur les restes de la Domus Tiberiana les grands Jardins Farnèse ou Horti Farnesiani, toujours en place.
Ces aménagements provoquent les premières excavations du terrain antique, essentiellement pour récupérer des matériaux tels que les marbres et les œuvres d'art. Le pape Sixte Quint n'est pas en reste dans ce pillage et fait détruire en 1588-1589 ce qui reste du Septizonium pour récupérer des matériaux de construction.
Les premières recherches commencent au XVIIIe siècle. On ne peut pas les qualifier de fouilles archéologiques car les méthodes de cette discipline ne sont pas encore mises au point. Le duc de Parme François Ier, héritier des Jardins Farnèse, y fait effectuer des recherches de 1722 à 1724 par l'abbé Francesco Bianchini. Il repère des salles de la Domus Flaviana. Deux statues colossales en basalte vert, un Hercule et un Bacchus, sont extraites de la salle dite Aula Regia et ajoutées à la collection Farnèse du musée de Parme, puis les excavations sont rebouchées. L'abbé publie en 1738 un ouvrage synthétisant les résultats de ses travaux, sous le titre de Palazzio dei Cesari,.
Un demi-siècle plus tard, l'abbé Rancoureuil dégage l'étage inférieur de la Domus Augustana et des vestiges situés sur la flanc méridional du Palatin. Il extrait notamment un Apollon sauroctone, conservé depuis au musée Pio-Clementino du Vatican.

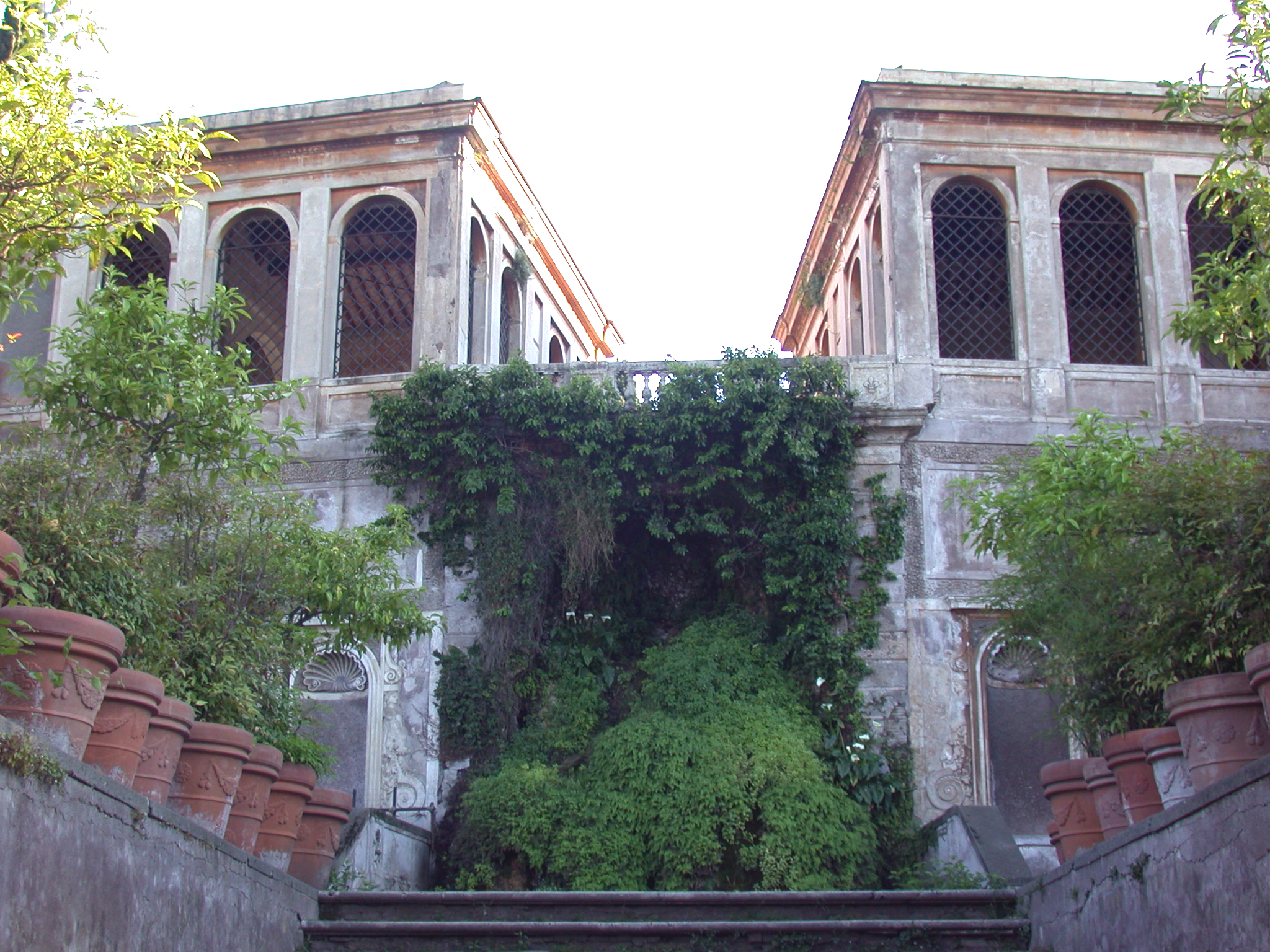
Nymphée des Jardins Farnèse.
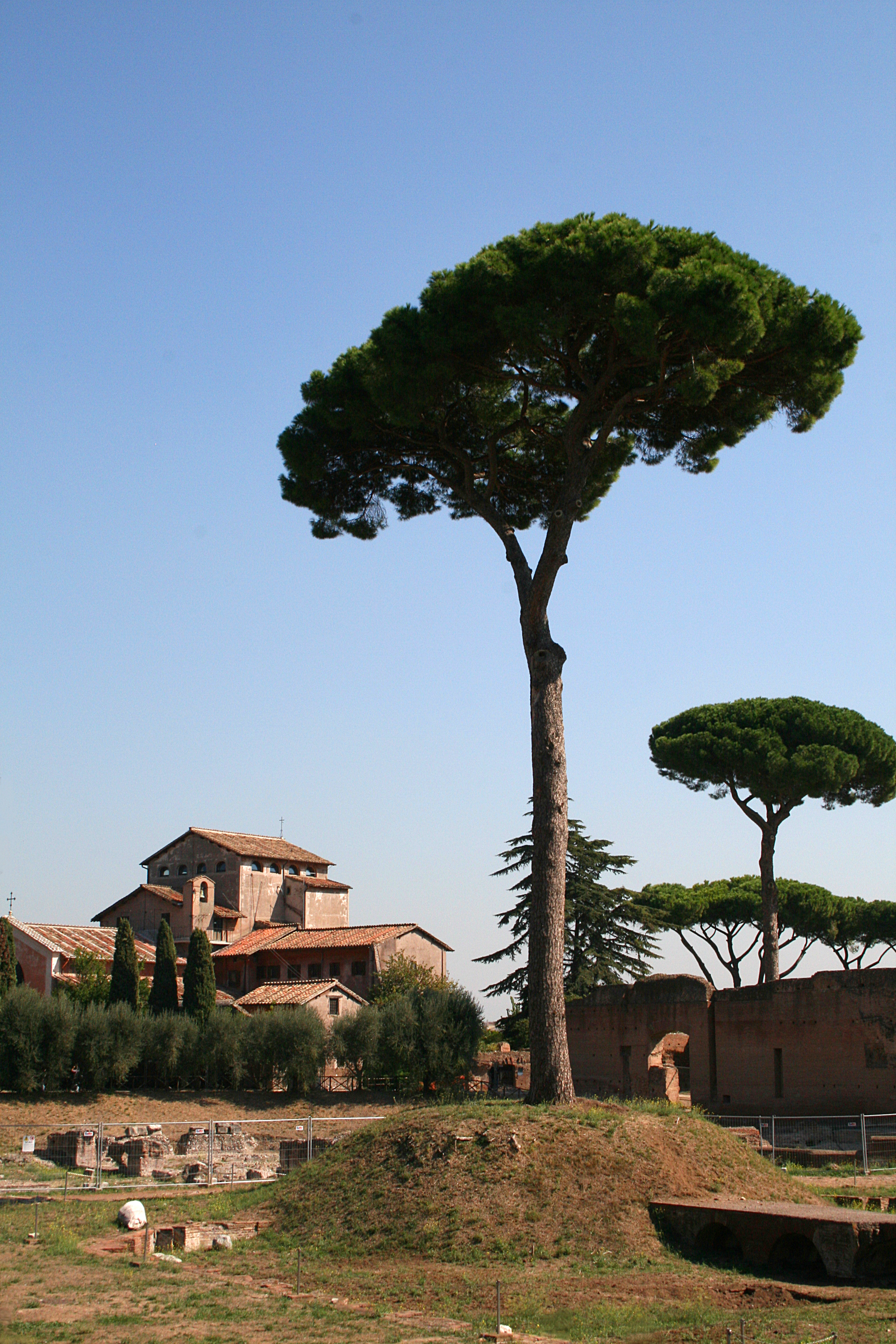
L'église de San Bonaventura al Palatino (1625) située sur le plus haut sommet de la colline du Mont Palatin.

En 1860, Napoléon III, amateur d'histoire romaine, rachète les Jardins Farnèse et confie les fouilles à Pietro Rosa, qui dégage la maison de Livie et un temple qu'il identifie à tort comme le temple de Jupiter Vainqueur. La chute de Napoléon en 1870 et le rattachement des États de l'Église au royaume d'Italie transfère la propriété du centre du Palatin à l'État italien. Les propriétés voisines, dont les vignes Barberini et le monastère de la Visitation construit sur la Domus Augustana, passent ensuite au domaine public. Pietro Rosa poursuit ses fouilles et dégage le stade de Domitien et les constructions datant des Sévères. Les fouilles se poursuivent au XXe siècle, sous la direction de Giacomo Boni, qui découvre des édifices sous le niveau de la Domus Flaviana, comme la villa des Griffons ou des vestiges de la Domus Transitoria de Néron. L'archéologue Bartoli lui succède et fait démolir entre 1926 et 1928 les dernières constructions modernes. Il achève le dégagement complet de la Domus Augustana. De 1948 à 1949, Romanelli fouille le secteur du temple de Magna Mater et exhume les cabanes dites de Romulus.
Les vestiges archéologiques sont toutefois incomplètement dégagés, les Jardins Farnèse recouvrent encore la Domus Tiberiana, et la vigne Barberini demeure sur l'esplanade du temple d'Héliogabale. Les travaux archéologiques les plus récents concernent la restauration des fresques de la maison d'Auguste, et la découverte en 2007 au pied du Palatin d'un édifice voûté complètement enseveli, qui serait l'aménagement de la grotte du Lupercale réalisé par Auguste.

### Ouvrages généraux
- (en) Samuel Ball Platner et Thomas Ashby, A topographical dictionary of Ancient Rome, Londres, Oxford University Press, 1929, 608 p.
- André Piganiol, Ve siècle, le sac de Rome, Paris, Albin Michel, coll. « Le mémorial des siècles », 1964
- Léon Homo, Rome impériale et l'urbanisme dans l'Antiquité, Albin Michel, coll. « L'évolution de l'humanité », 1971, 665 p.
- Bernard Andreae, L’art de l’ancienne Rome, Mazenod, 1973, 641 p. (ISBN 2-85088-004-3)
- Jacques Poucet, Les origines de Rome : tradition et histoire, Publications Fac St Louis, 1985
- Filippo Coarelli, Guide archéologique de Rome, Hachette, 1998 (1re éd. 1980), 346 p. (ISBN 2-01-235428-9)
- François Hinard (dir.), Histoire romaine : tome I, des origines à Auguste, 2000, 1075 p. (ISBN 978-2-213-03194-1)
  - Dominique Briquel, « Le sillon fondateur », dans Histoire romaine, 2000a, p. 11-46
- Ernout et Meillet, Dictionnaire étymologique de la langue latine : histoire des mots, Klincksieck, 2001, 833 p. (ISBN 978-2-252-03359-3)

### Ouvrages sur le Palatin
- Pietro Romanelli, Le Palatin, Rome, Istituto poligraphico dello stato, 1971, 96 p.
- Manuel Royo, « Topographie ancienne et fouilles sur la Vigna Barberini (XIXe siècle-début XXe siècle) », Mélanges de l'École française de Rome, t. Antiquité, 98, no 2,‎ 1986, p. 707-766 (lire en ligne)
- Manuel Royo, « Le quartier républicain du Palatin : nouvelles hypothèses de localisation », Revue des études latines, no 65,‎ 1987
- Manuel Royo, « Le palais dans la ville. Formes et structures topographiques du pouvoir impérial d'Auguste à Néron », Mélanges de l'École française de Rome, t. 106, Antiquité, no 1,‎ 1994, p. 219-245 (lire en ligne)
- Manuel Royo, « Le Palatin entre le IIe et le VIe siècle apr. J.-C. : évolution topographique », Revue archéologique, Presses universitaires de France, no 31,‎ 2001, p. 37-92 (ISSN 0035-0737)
- (it) Filippo Coarelli, Palatium. Il Palatino dalle origini all'impero, Rome, Quasar, 2012 (ISBN 978-88-7140-478-3).